# Pierre Devilder

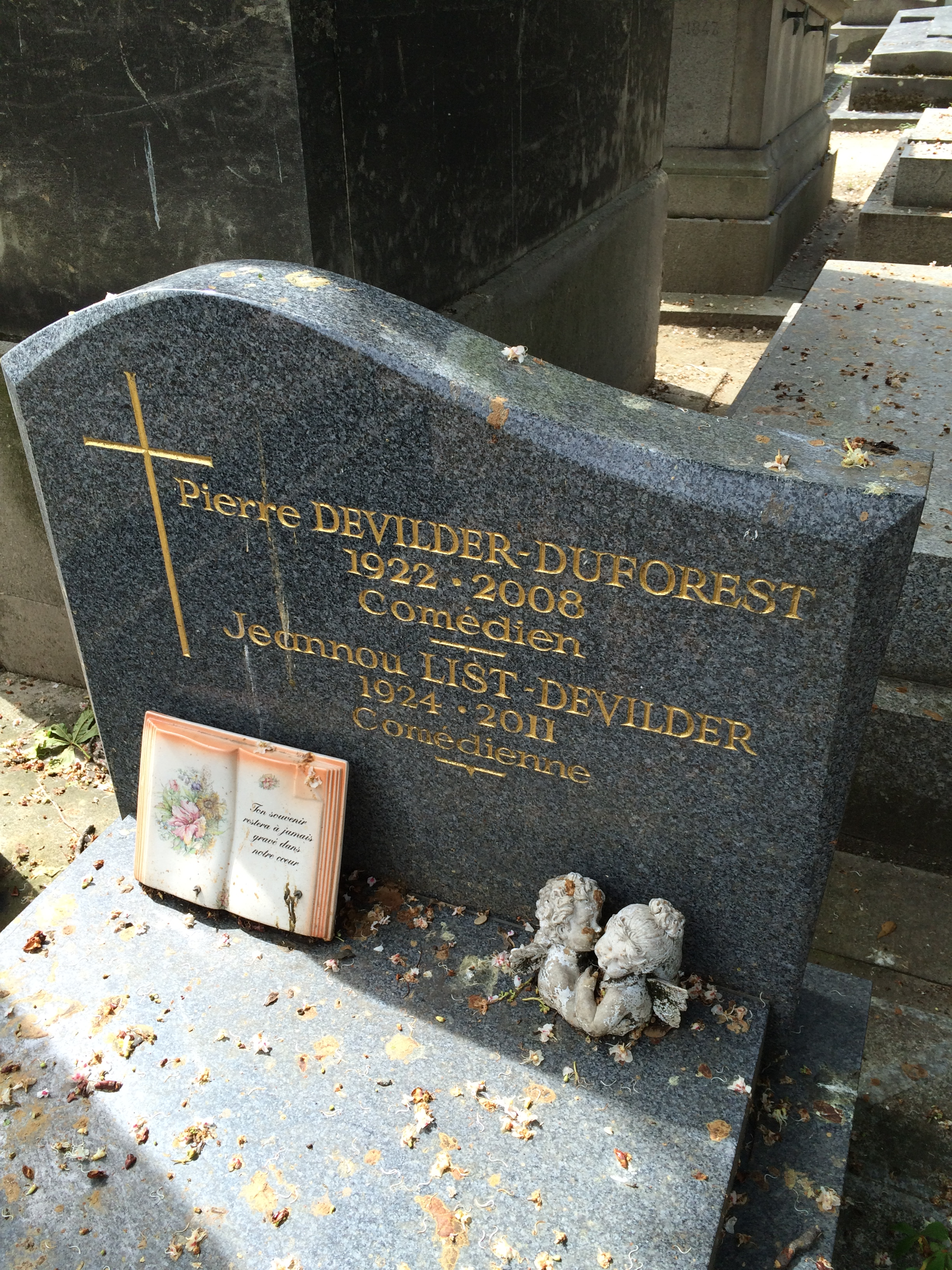
Sépulture de Pierre Devilder au cimetière de Montmartre à Paris.

Pierre Devilder est un acteur français né le 13 septembre 1922 à Tourcoing et mort le 19 janvier 2008 à Paris.

## Filmographie

### Cinéma
- 1957 : Ascenseur pour l'échafaud, de Louis Malle - petit rôle
- 1957 : Nathalie, de Christian-Jaque, petit rôle
- 1959 : Julie la Rousse, de Claude Boissol
- 1962 : Les Bonnes Causes, de Christian-Jaque, petit rôle
- 1968 : Ho !, de Robert Enrico, petit rôle
- 1968 : Caroline chérie, de Denys de La Patellière
- 1977 : Le mille-pattes fait des claquettes, de Jean Girault
- 1978 : Vas-y maman, de Nicole de Buron
- 1978 : Judith Therpauve, de Patrice Chéreau
- 1980 : La Provinciale, de Claude Goretta
- 1985 : Justice de flic, de Michel Gérard
- 1986 : L'État de grâce, de Jacques Rouffio
- 1988 : Mangeclous, de Moshé Mizrahi
- 1995 : Les Grands Ducs, de Patrice Leconte - Le comptable de l'agence Atlas
- 1999 : La Galette, d'Éric Bitoun
- 2000 : Le Roi danse, de Gérard Corbiau - Le médecin du roi

### Télévision
- 1976 : Le Milliardaire téléfilm de Robert Guez :
- 1978 : Le Dernier Train, de Jacques Krier
- 1978 : Le Franc-tireur, de Maurice Failevic
- 1980 : Docteur Teyran de Jean Chapot
- 1980 : Petit déjeuner compris - Feuilleton en 6 épisodes de 52 min - de Michel Berny : M. Valensier
- 1984 : Colette, de Gérard Poitou
- 1985 : Léon Blum à l'échelle humaine, de Jacques Rutman - Édouard Henriot
- 1985 : Les Cinq Dernières Minutes (saison 2, épisode 14 : Tilt) de Jean-Pierre Desagnat
- 1985 : Rancune tenace d'Emmanuel Fonlladosa
- 1986 : La Valise en carton, de Michel Wyn - Mr. André
- 1986 : M'as-tu vu ?, d'Éric Le Hung
- 1986 : Ça n'arrive jamais, de Jacques Rouffio
- 1986 : Deux maîtres à la maison, d'Agnès Delarive
- 1986 : Coulisses, de Pierre Goutas
- 1987 : Hôtel de police, d' Emmanuel Fonlladosa
- 1987 : La Ruelle au clair de lune, d'Édouard Molinaro
- 1988 : Les Grandes Familles, d'Édouard Molinaro
- 1989 : Condorcet, de Michel Soutter
- 1989 : Coma dépassé, de Roger Pigaut
- 1991 : Katts and dogs, d'Alain Nahum
- 1992 : Le cousin d'Amérique, de Jean-Claude Arie
- 1993 : Beaumanoir, de Catherine Roche, Josette Paquin, Sylvie Durepaire, Emmanuel Fonlladosa
- 1995 : Julie Lescaut, épisode 2, saison 4 : Week-end, de Marion Sarraut — Brigadier 2

## Théâtre
- 1957 : César et Cléopâtre de George Bernard Shaw, mise en scène Jean Le Poulain, Théâtre Sarah-Bernhardt
- 1962 : N'écoutez pas Mesdames de Sacha Guitry, mise en scène Jacques Mauclair, Théâtre de la Madeleine
- 1963 : La Voyante d'André Roussin, mise en scène Jacques Mauclair, Théâtre de la Madeleine
- Les Fausses Confidences, de Marivaux - M. Rémi
- Antigone, d'Anouilh - Créon
- Napoléon Unique, de Paul Raynal - Napoléon 1er
- Madame Sans Gêne, de Victorien Sardou - Savary
- Romanoff et Juliette, de Peter Ustinov - Ambassadeur
- Knock, de Jules Romains - Dr Parpalaid, Le Pharmacien, Le Tambour, Le Premier Gars
- Désiré, de Sacha Guitry - Rôle principal
- Le Veilleur de nuit, de Sacha Guitry - Rôle principal
- Faisons un rêve, de Sacha Guitry - Rôle principal
- La Jalousie, de Sacha Guitry - Rôle principal
- Les Œufs de l'autruche, d'André Roussin - Hippolyte Barjus
- Distinguo, de Georges Dohanos - Dictateur Milner
- Treize à table, de Marc-Gilbert Sauvajon - Antoine
- J'y suis, j'y reste, de Raymond Vincy et Jean Valmy